# Albert Mossdorf
Albert Mossdorf (1911 - 20 februari 2001) was een Zwitsers politicus.
Albert Mossdorf was lid van de Vrijzinnig Democratische Partij (FDP). Hij was namens de FDP lid van de Regeringsraad van het kanton Zürich.
Albert Mossdorf was van 1 mei 1971 tot 30 april 1972 en van 1976 tot 30 april 1978 voorzitter van de Regeringsraad (dat wil zeggen regeringsleider) van het kanton Zürich. Zijn tweede ambtstermijn duurde langer dan gebruikelijk omdat hij de in het ambt gestorven Alois Günthard opvolgde.
Albert Mossdorf overleed op 20 februari 2001.